# 82P/Gehrels
82P/Gehrels (również Gehrels 3) – kometa krótkookresowa, należąca do rodziny komet typu Enckego.

## Odkrycie
Kometa została odkryta 27 października 1975 roku przez Toma Gehrelsa w Obserwatorium Palomar (Kalifornia). W nazwie znajduje się nazwisko odkrywcy.

## Orbita komety i właściwości fizyczne
Orbita komety 82P/Gehrels ma kształt elipsy o mimośrodzie 0,12. Jej peryhelium znajduje się w odległości 3,63 j.a., aphelium zaś 4,65 j.a. od Słońca. Jej okres obiegu wokół Słońca wynosi 8,43 roku, nachylenie do ekliptyki to wartość 1,13˚.
Jądro tej komety ma rozmiary 1,46 km.